# Municipio de La Grange (Arkansas)
El municipio de La Grange (en inglés: La Grange Township) es un municipio ubicado en el condado de Lafayette en el estado estadounidense de Arkansas. En el año 2010 tenía una población de 550 habitantes y una densidad poblacional de 5,14 personas por km².

## Geografía
El municipio de La Grange se encuentra ubicado en las coordenadas 33°26′0″N 93°35′16″O / 33.43333, -93.58778. Según la Oficina del Censo de los Estados Unidos, el municipio tiene una superficie total de 107.08 km², de la cual 106,41 km² corresponden a tierra firme y (0,62 %) 0,67 km² es agua.

## Demografía
Según el censo de 2010, había 550 personas residiendo en el municipio de La Grange. La densidad de población era de 5,14 hab./km². De los 550 habitantes, el municipio de La Grange estaba compuesto por el 72,91 % blancos, el 23,45 % eran afroamericanos, el 0,55 % eran amerindios, el 1,45 % eran de otras razas y el 1,64 % eran de una mezcla de razas. Del total de la población el 3,09 % eran hispanos o latinos de cualquier raza.